# Kulanite
La kulanite è un minerale appartenente al gruppo della bjarebyite.